# Sankt-Olai-Kirche

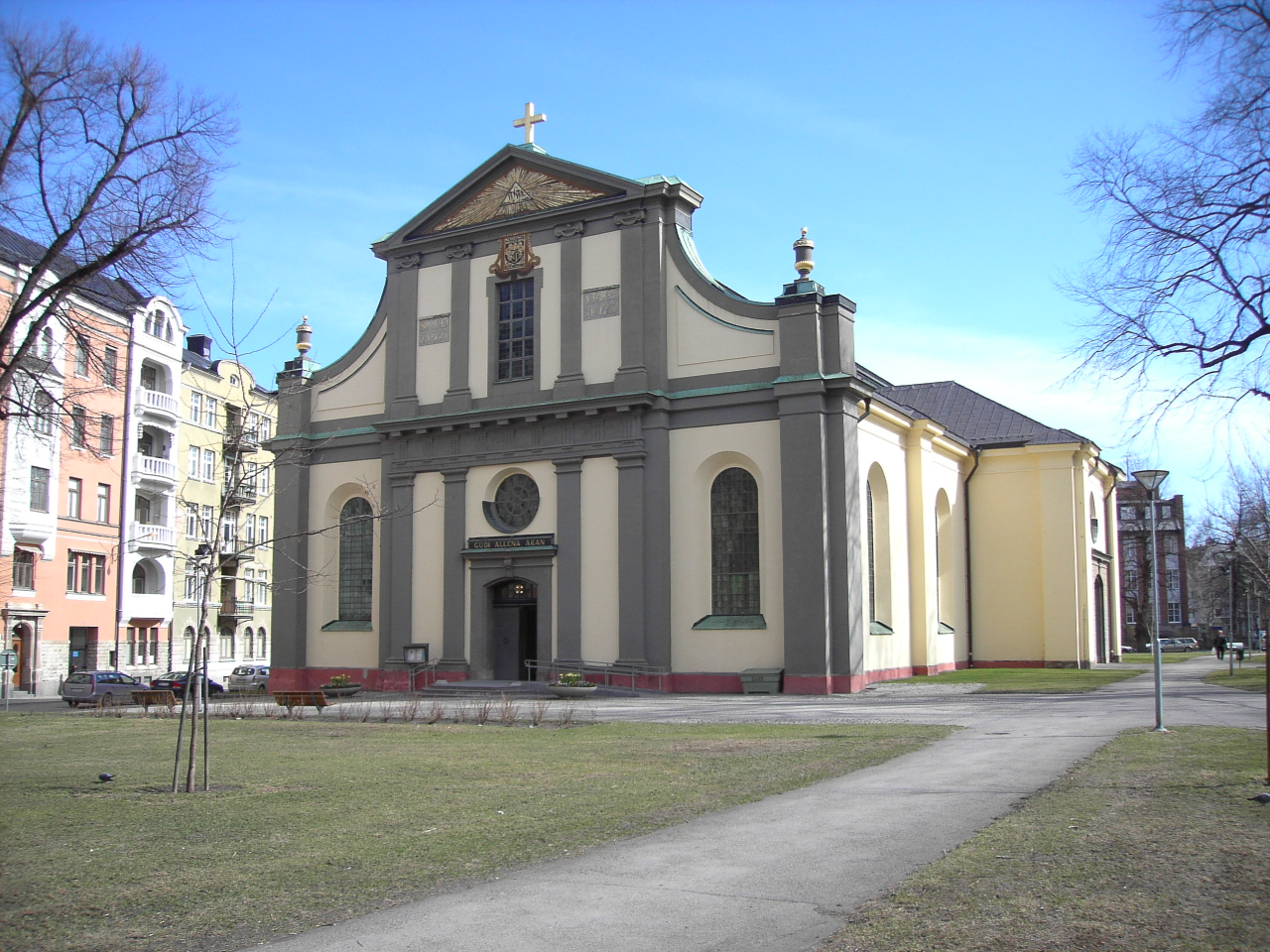
Sankt-Olai-Kirche

Die Sankt-Olai-Kirche (schwedisch Sankt Olai kyrka) ist eine Kirche im Zentrum von Norrköping, die zum Bistum Linköping der Schwedischen Kirche gehört.

## Geschichte
Die Kirche ist wie mehrere frühere Kirchen in der näheren Umgebung nach Olav II. Haraldsson benannt, der als Schutzheiliger von Norrköping fungiert. Die erste Kirche entstand wahrscheinlich im 14. Jahrhundert und gehörte zum Kloster Askeby. Dies wurde 1390 durch den Bischof Nils Hermansson von Linköping bestätigt, der schrieb, dass die Kirche schon seit Urzeiten ein Außenposten des Klosters war. Dieser Fakt wird 1400 auch durch den Papst Bonifatius IX. und einen Offiziellen des Klosters Vadstena in Dokumenten festgestellt. Der Grund für diese Urkunden waren Streitigkeiten zwischen dem Kloster und der Stadt Norrköping um die Kirche.
Später wurde das Gebäude die Kirche der Kaufmannsgilde und im 16. Jahrhundert Stadtkirche.
Das heutige Gebäude wurde zwischen 1765 und 1767 nach Plänen von Carl Johan Cronstedt im Barockstil errichtet. Der schwedische Reichstag von 1800 wurde in der Kirche abgehalten und auch die Krönung von Gustav IV. Adolf fand dort am 3. April 1800 statt.
Die Kirche wurde 1870, zwischen 1945 und 1949 sowie 1998 restauriert.